# Foley (Minnesota)
Foley ist eine City im Bundesstaat Minnesota in den Vereinigten Staaten. Das U.S. Census Bureau hat bei der Volkszählung 2020 eine Einwohnerzahl von 2.711 ermittelt. Benton ist der County Seat des Benton Countys.

## Geografie
Nach den Angaben des United States Census Bureaus hat Benton eine Fläche von 4,9 Quadratkilometer, alles davon ist Land.
Minnesota State Highway 23 und Minnesota State Highway 25 führen durch diese Stadt.

## Demografische Daten
Zum Zeitpunkt des United States Census 2000 bewohnten Benton 2154 Personen. Die Bevölkerungsdichte betrug 442,4 Personen pro km². Es gab 793 Wohneinheiten, durchschnittlich 162,9 pro km². Die Bevölkerung von bestand zu 97,21 % aus Weißen, 1,35 % Schwarzen oder African American, 0,37 % Native American,0,46 % Asian, 0,09 % gaben an, anderen Rassen anzugehören und 0,51 % nannten zwei oder mehr Rassen. 0,46 % der Bevölkerung erklärten, Hispanos oder Latinos jeglicher Rasse zu sein.
Die Bewohner verteilten sich auf 756 Haushalte, von denen in 39,2 % Kinder unter 18 Jahren lebten. 50,5 % der Haushalte stellen Verheiratete, 11,5 % hatten einen weiblichen Haushaltsvorstand ohne Ehemann und 33,9 % bildeten keine Familien. 11,5 % der Haushalte bestanden aus Einzelpersonen und in 16,1 % aller Haushalte lebte jemand im Alter von 65 Jahren oder mehr alleine. Die durchschnittliche Haushaltsgröße betrug 2,6 und die durchschnittlichen Familiengröße 3,23 Personen.
Die Bevölkerung verteilte sich auf 27,6 % Minderjährige, 11,7 % 18–24-Jährige, 27,6 % 25–44-Jährige, 15,2 % 45–64-Jährige und 17,8 % im Alter von 65 Jahren oder mehr. Das Durchschnittsalter betrug 33 Jahre. Auf jeweils 100 Frauen entfielen 99,8 Männer. Bei den über 18-Jährigen entfielen auf 100 Frauen 93,2 Männer.
Das mittlere Haushaltseinkommen betrug 38.393 US-Dollar und das mittlere Familieneinkommen erreichte die Höhe von 48.750 US-Dollar. Das Durchschnittseinkommen der Männer betrug 32.466 US-Dollar, gegenüber 21.731 US-Dollar bei den Frauen. Das Pro-Kopf-Einkommen in Benton war 17.168 US-Dollar. 9,4 % der Bevölkerung und 6,1 % der Familien hatten ein Einkommen unterhalb der Armutsgrenze, davon waren 8,8 % der Minderjährigen und 20,7 % der Altersgruppe 65 Jahre und mehr betroffen.